# Ascoli Calcio 1898 1979-1980
Questa voce raccoglie le informazioni riguardanti l'Ascoli Calcio 1898 nelle competizioni ufficiali della stagione 1979-1980.

## Stagione
L'annata 1979-1980 fu tra le migliori nella storia della società ascolana, dando inizio a un piccolo "periodo d'oro" che, per la provinciale marchigiana, proseguirà per buona parte degli anni ottanta. Il presidentissimo Rozzi, che prese con più decisione in mano le redini e la gestione del club bianconero, affidò la panchina a Giovan Battista Fabbri il quale portò l'Ascoli a raggiungere il suo miglior risultato di sempre nella Serie A a girone unico, un quinto posto in classifica che in seguito, a causa dei verdetti dello scandalo del Totonero (e della retrocessione d'ufficio del Milan, terzo in graduatoria), si trasformerà per il Picchio in una storica quarta piazza: ciò valse ai marchigiani il primato fra tutte le squadre del Centro-Sud, mancando per un solo punto la qualificazione in Coppa UEFA. Meno esaltante il cammino in Coppa Italia dove i bianconeri non superarono il primo turno, eliminati nel proprio girone dalla Roma poi futura vincitrice dell'edizione.
A seguito del positivo campionato, a fine stagione la Federcalcio volle premiare l'Ascoli inviandolo come proprio rappresentante alla Red Leaf Cup, torneo internazionale a inviti organizzato dalla Canadian Soccer Association onde incentivare la crescita del gioco del calcio in Nordamerica: la rosa, riluttante alla trasferta oltreoceano dopo un anno pieno di soddisfazioni, venne convinta da Rozzi a posticipare le vacanze, rimarcando il significato di un torneo del genere per gli emigrati italiani nonché le positive ricadute sulla notorietà del piccolo club marchigiano nel mondo. Qui i bianconeri trionfarono in una competizione che li vide prevalere su quotate e blasonate avversarie quali i brasiliani del Botafogo, i francesi del Nancy e, nella finale del 22 giugno 1980 all'Ivor Wynne Stadium di Hamilton, gli scozzesi dei Rangers, superati 2-0 con le reti di Moro e Perico. Per l'Ascoli fu il primo successo internazionale in oltre ottant'anni di storia.

## Rosa
| N. |                   | Ruolo | Calciatore           |
| -- | ----------------- | ----- | -------------------- |
|    | Italia (bandiera) | P     | Luigi Muraro         |
|    | Italia (bandiera) | P     | Felice Pulici        |
|    | Italia (bandiera) | D     | Donato Anzivino      |
|    | Italia (bandiera) | D     | Simone Boldini       |
|    | Italia (bandiera) | D     | Angiolino Gasparini  |
|    | Italia (bandiera) | D     | Eugenio Perico       |
|    | Italia (bandiera) | D     | Francesco Scorsa     |
|    | Italia (bandiera) | C     | Gian Franco Bellotto |
|    | Italia (bandiera) | C     | Giuliano Castoldi    |

| N. |                   | Ruolo | Calciatore             |
| -- | ----------------- | ----- | ---------------------- |
|    | Italia (bandiera) | C     | Adelio Moro (capitano) |
|    | Italia (bandiera) | C     | Silvio Paolucci        |
|    | Italia (bandiera) | C     | Alessandro Scanziani   |
|    | Italia (bandiera) | C     | Fortunato Torrisi      |
|    | Italia (bandiera) | C     | Carlo Trevisanello     |
|    | Italia (bandiera) | A     | Pietro Anastasi        |
|    | Italia (bandiera) | A     | Maurizio Iorio         |
|    | Italia (bandiera) | A     | Hubert Pircher         |

## Risultati

### Serie A

#### Girone di andata
| Ascoli Piceno 16 settembre 1979 1ª giornata | Ascoli         | 0 – 0 | Napoli | Stadio Cino e Lillo Del Duca\| Arbitro: \| Pieri (Genova) \| |
| Arbitro:                                    | Pieri (Genova) |       |        |                                                              |

| Arbitro: | Milan (Treviso) |

|                 |           |  |
| F. Graziani 14’ | Marcatori |  |

| Arbitro: | Paparesta (Bari) |

|                             |           |                           |
| Iorio 6’ A. Moro 17’ (rig.) | Marcatori | 78’ Palanca 88’ Bresciani |

| Pescara 7 ottobre 1979 4ª giornata | Pescara         | 0 – 0 | Ascoli | Stadio Adriatico\| Arbitro: \| Lattanzi (Roma) \| |
| Arbitro:                           | Lattanzi (Roma) |       |        |                                                   |

| Arbitro: | Prati (Parma) |

|             |           |              |
| Bellotto 9’ | Marcatori | 57’ Giordano |

| Arbitro: | Lo Bello (Siracusa) |

|                                  |           |  |
| Romano 9’ Chiodi 20’ (rig.), 47’ | Marcatori |  |

| Arbitro: | Casarin (Milano) |

|                                  |           |  |
| Bellotto 49’ Marchini 70’ (aut.) | Marcatori |  |

| Arbitro: | Tonolini (Milano) |

|                                    |           |              |
| Catellani 17’ Pin 20’ Vagheggi 31’ | Marcatori | 86’ Paolucci |

| Arbitro: | Ciulli (Roma) |

|              |           |  |
| Bellotto 60’ | Marcatori |  |

| Arbitro: | Pieri (Genova) |

|               |           |  |
| Ancelotti 47’ | Marcatori |  |

| Perugia 2 dicembre 1979 11ª giornata | Perugia            | 0 – 0 | Ascoli | Stadio Renato Curi\| Arbitro: \| Michelotti (Parma) \| |
| Arbitro:                             | Michelotti (Parma) |       |        |                                                        |

| Ascoli Piceno 9 dicembre 1979 12ª giornata | Ascoli                | 0 – 0 | Avellino | Stadio Cino e Lillo Del Duca\| Arbitro: \| Ballerini (La Spezia) \| |
| Arbitro:                                   | Ballerini (La Spezia) |       |          |                                                                     |

| Arbitro: | D'Elia (Salerno) |

|               |           |  |
| Scanziani 54’ | Marcatori |  |

| Arbitro: | Redini (Pisa) |

|                        |           |                                                |
| Tavola 17’ Cabrini 81’ | Marcatori | 8’ Anastasi 34’ (aut.) Cuccureddu 67’ Bellotto |

| Arbitro: | Bergamo (Livorno) |

|             |           |              |
| A. Moro 59’ | Marcatori | 3’ Altobelli |

#### Girone di ritorno
| Arbitro: | G. Panzino (Catanzaro) |

|                   |           |  |
| Tesser 90’ (rig.) | Marcatori |  |

| Arbitro: | Terpin (Trieste) |

|             |           |  |
| Torrisi 84’ | Marcatori |  |

| Arbitro: | Barbaresco (Cormons) |

|                    |           |              |
| Palanca 50’ (rig.) | Marcatori | 84’ Anastasi |

| Arbitro: | Lops (Torino) |

|                                           |           |           |
| S. Boldini 46’ Scanziani 68’ Anastasi 84’ | Marcatori | 75’ Silva |

| Arbitro: | Redini (Pisa) |

|  |           |            |
|  | Marcatori | 31’ Perico |

| Ascoli Piceno 24 febbraio 1980 21ª giornata | Ascoli          | 0 – 0 | Milan | Stadio Cino e Lillo Del Duca\| Arbitro: \| Lattanzi (Roma) \| |
| Arbitro:                                    | Lattanzi (Roma) |       |       |                                                               |

| Bologna 2 marzo 1980 22ª giornata | Bologna         | 0 – 0 | Ascoli | Stadio Comunale\| Arbitro: \| Menegali (Roma) \| |
| Arbitro:                          | Menegali (Roma) |       |        |                                                  |

| Arbitro: | Michelotti (Parma) |

|                                        |           |  |
| Scanziani 60’ Torrisi 64’ Anastasi 61’ | Marcatori |  |

| Arbitro: | Longhi (Roma) |

|                                 |           |               |
| Desolati 46’, 89’ Antognoni 67’ | Marcatori | 38’ Scanziani |

| Arbitro: | Bergamo (Livorno) |

|                                 |           |  |
| Scanziani 52’, 75’ Bellotto 85’ | Marcatori |  |

| Arbitro: | Milan (Treviso) |

|                    |           |  |
| A. Moro 35’ (rig.) | Marcatori |  |

| Arbitro: | Ciulli (Roma) |

|                          |           |                            |
| V. Romano 8’ Valente 15’ | Marcatori | 57’ Bellotto 62’ Scanziani |

| Arbitro: | Casarin (Milano) |

|              |           |             |
| Selvaggi 38’ | Marcatori | 52’ Torrisi |

| Arbitro: | Benedetti (Roma) |

|                                     |           |                             |
| Bellotto 48’ Cuccurreddu 72’ (aut.) | Marcatori | 51’ Bettega 83’, 85’ Scirea |

| Arbitro: | Ciulli (Roma) |

|                    |           |                                                         |
| Altobelli 58’, 73’ | Marcatori | 25’ Torrisi 44’ (aut.) Marini 55’ Bellotto 66’ Anastasi |

### Coppa Italia

#### Primo Girone
| Arbitro: | Terpin (Trieste) |

|  |           |           |
|  | Marcatori | 65’ Iorio |

| Arbitro: | Patrussi (Ravenna) |

|                                                                    |           |  |
| Iorio 22’ A. Moro 25’ (rig.) Torrisi 33’ Scanziani 77’ Pircher 79’ | Marcatori |  |

| Arbitro: | Casarin (Milano) |

|                 |           |                |
| Pruzzo 24’, 32’ | Marcatori | 29’, 59’ Iorio |

| Ascoli Piceno 5 settembre 1979 4ª giornata | Ascoli          | 0 – 0 | Perugia | Stadio Cino e Lillo Del Duca\| Arbitro: \| Milan (Treviso) \| |
| Arbitro:                                   | Milan (Treviso) |       |         |                                                               |

| 9 settembre 1979 5ª giornata |  | – Turno di riposo Ascoli |  |  |

## Statistiche

### Statistiche di squadra
| Competizione | Punti | In casa | In casa | In casa | In casa | In casa | In casa | In trasferta | In trasferta | In trasferta | In trasferta | In trasferta | In trasferta | Totale | Totale | Totale | Totale | Totale | Totale | DR  |
| Competizione | Punti | G       | V       | N       | P       | Gf      | Gs      | G            | V            | N            | P            | Gf           | Gs           | G      | V      | N      | P      | Gf     | Gs     | DR  |
| ------------ | ----- | ------- | ------- | ------- | ------- | ------- | ------- | ------------ | ------------ | ------------ | ------------ | ------------ | ------------ | ------ | ------ | ------ | ------ | ------ | ------ | --- |
| Serie A      | 34    | 15      | 8       | 6       | 1       | 21      | 8       | 15           | 3            | 6            | 6            | 14           | 20           | 30     | 11     | 12     | 7      | 35     | 28     | +7  |
| Coppa Italia | 6     | 2       | 1       | 1       | 0       | 5       | 0       | 2            | 1            | 1            | 0            | 3            | 2            | 4      | 2      | 2      | 0      | 8      | 2      | +6  |
| Totale       |       | 17      | 9       | 7       | 1       | 26      | 8       | 17           | 7            | 7            | 14           | 23           | 32           | 34     | 13     | 14     | 7      | 43     | 30     | +13 |

### Statistiche dei giocatori
| Giocatore            | Serie A  | Serie A | Serie A     | Serie A    | Coppa Italia | Coppa Italia | Coppa Italia | Coppa Italia | Totale   | Totale | Totale      | Totale     |
| Giocatore            | Presenze | Reti    | Ammonizioni | Espulsioni | Presenze     | Reti         | Ammonizioni  | Espulsioni   | Presenze | Reti   | Ammonizioni | Espulsioni |
| -------------------- | -------- | ------- | ----------- | ---------- | ------------ | ------------ | ------------ | ------------ | -------- | ------ | ----------- | ---------- |
| P. Anastasi          | 25       | 5       | ?           | ?          | ?            | ?            | ?            | ?            | 25+      | 5+     | ?           | ?          |
| D. Anzivino          | 25       | 0       | ?           | ?          | ?            | ?            | ?            | ?            | 25+      | 0+     | ?           | ?          |
| G. Bellotto          | 30       | 8       | ?           | ?          | ?            | ?            | ?            | ?            | 30+      | 8+     | ?           | ?          |
| S. Boldini           | 29       | 1       | ?           | ?          | ?            | ?            | ?            | ?            | 29+      | 1+     | ?           | ?          |
| G. Castoldi          | 9        | 0       | ?           | ?          | ?            | ?            | ?            | ?            | 9+       | 0+     | ?           | ?          |
| A. Gasparini         | 30       | 0       | ?           | ?          | ?            | ?            | ?            | ?            | 30+      | 0+     | ?           | ?          |
| M. Iorio             | 11       | 1       | ?           | ?          | ?            | ?            | ?            | ?            | 11+      | 1+     | ?           | ?          |
| A. Moro              | 28       | 3       | ?           | ?          | ?            | ?            | ?            | ?            | 28+      | 3+     | ?           | ?          |
| L. Muraro            | 8        | -6      | ?           | ?          | ?            | ?            | ?            | ?            | 8+       | -6+    | ?           | ?          |
| S. Paolucci          | 4        | 1       | ?           | ?          | ?            | ?            | ?            | ?            | 4+       | 1+     | ?           | ?          |
| E. Perico            | 29       | 1       | ?           | ?          | ?            | ?            | ?            | ?            | 29+      | 1+     | ?           | ?          |
| H. Pircher           | 11       | 0       | ?           | ?          | ?            | ?            | ?            | ?            | 11+      | 0+     | ?           | ?          |
| F. Pulici            | 23       | -22     | ?           | ?          | ?            | ?            | ?            | ?            | 23+      | -22+   | ?           | ?          |
| A. Scanziani         | 27       | 7       | ?           | ?          | ?            | ?            | ?            | ?            | 27+      | 7+     | ?           | ?          |
| F. Scorsa            | 25       | 0       | ?           | ?          | ?            | ?            | ?            | ?            | 25+      | 0+     | ?           | ?          |
| F. Torrisi           | 29       | 4       | ?           | ?          | ?            | ?            | ?            | ?            | 29+      | 4+     | ?           | ?          |
| C. Trevisanello (II) | 13       | 0       | ?           | ?          | ?            | ?            | ?            | ?            | 13+      | 0+     | ?           | ?          |